# 長尾房清
長尾 房清（ながお ふさきよ）は、戦国時代の武将。犬懸長尾氏。山内上杉家の家臣。

## 略歴
長尾実景の三男として誕生。通称は六郎。出家して道存。
次兄・景人が臣従していた関東管領で山内上杉家当主・上杉房顕より偏諱を受けて房清と名乗る。のち、犬懸長尾家を継ぎ、憲景と改名した。
文明7年（1475年）、甥・定景が急死すると定景の弟・景長が後継となったが幼い為、房清は景長の後見役を務めた。しかし、文明8年（1476年）の長尾景春の乱においては、長尾六郎（房清）が主家・山内上杉家当主の上杉顕定に反して長尾景春に味方していたことが、太田道灌の『太田道灌状』に記されている。
長享元年（1487年）11月に扇谷上杉家と山内上杉家が全面戦争を起こした（長享の乱）際にも、房清は扇谷上杉家当主・上杉定正に通じた為、下野国勧農城を上杉顕定に攻撃された。明応4年（1495年）、上野国金山城主・岩松尚純と家老の横瀬成繁が対立した時、足利勢を率いて出陣し岩松氏を支援している。
永正元年（1504年）の立河原の戦いで戦死したと言われているが、房清は既に死亡しており、その子と混同されたのではないかという説もある。